# Yvette
Yvette – rzeka we Francji, przepływająca przez tereny departamentów Yvelines oraz Essonne, o długości 39,3 km. Stanowi dopływ rzeki Orge.